# Classico (Articolo 31)
Classico è un singolo  del gruppo musicale italiano Articolo 31, pubblicato il 27 ottobre 2023 come secondo estratto dall'ottavo album in studio Protomaranza.

## Video musicale
Il video è una graphic novel animata e prodotta da One Fingerz ed è stato pubblicato in concomitanza con l'uscita del singolo attraverso il canale YouTube del gruppo.

## Tracce
Testi di Alessandro Aleotti, Francesco Vigorelli e Federica Abbate, musiche di Vito Luca Perrini, Wladimiro Perrini e Alessio Lazzaroni.
1. Classico – 2:45